# Unhealthy (singolo)
Unhealthy è un singolo della cantante britannica Anne-Marie e della cantante statunitense Shania Twain, pubblicato il 18 maggio 2023 come terzo estratto dal terzo album in studio di Anne-Marie Unhealthy.

## Video musicale
Il video musicale, diretto da Olivia Rose, è stato reso disponibile il 30 giugno 2023 attraverso il canale YouTube di Anne-Marie. Le scene riprendenti Anne-Marie sono state girate nella contea inglese di Kent, mentre quelle di Shania Twain a Nashville, Tennessee.

## Classifiche

### Classifiche settimanali
| Classifica (2023) | Posizione massima |
| ----------------- | ----------------- |
| Belgio (Fiandre)  | 4                 |
| Irlanda           | 10                |
| Islanda           | 12                |
| Nuova Zelanda     | 10                |
| Paesi Bassi       | 17                |
| Regno Unito       | 18                |

### Classifiche di fine anno
| Classifica (2023) | Posizione |
| ----------------- | --------- |
| Islanda           | 68        |
| Paesi Bassi       | 85        |
| Classifica (2024) | Posizione |
| Islanda           | 73        |